# بخش‌های دپارتمان ور
بخش‌های دپارتمان ور (انگلیسی: Arrondissements of the Var department) شامل ۳ بخش به شرح زیر است:
1. بخش برینیوله با ۶۷ کمون (فرانسه) و جمعیت ۱۴۸ هزار نفر در سال ۲۰۱۳ می‌باشد.
2. بخش درگواینیان با ۵۴ کمون (فرانسه) و جمعیت ۳۱۷ هزار نفر در سال ۲۰۱۳ می‌باشد.
3. بخش تولون با ۳۲ کمون (فرانسه) و جمعیت ۵۶۲ هزار نفر در سال ۲۰۱۳ می‌باشد.